# Sacha Boey
Sacha Boey (ur. 13 września 2000 w Montreuil) – francuski piłkarz pochodzenia kameruńskiego, grający na pozycji prawego obrońcy w niemieckim klubie Bayernie Monachium. Były młodzieżowy reprezentant Francji.

## Kariera klubowa
Rennes i wypożyczenie do Dijon
Boey zadebiutował w Stade Rennais 5 maja 2019 roku w zremisowanym 2:2 meczu Ligue 1 z Toulouse. 5 października 2020 roku został wypożyczony na sezon do Dijon FCO.
Galatasaray
26 lipca 2021 roku Boey podpisał kontrakt z Galatasaray obowiązujący do końca sezonu 2024/25. 5 sierpnia zadebiutował, strzelając gola w zremisowanym 1:1 meczu z St Johnstone w III rundzie eliminacji Ligi Europy.
W sezonie 2022/23 zdobył mistrzostwo Turcji, zapewniając Galatasaray tytuł po wygranej 4:1 nad Ankaragücü 30 maja 2023 roku. 20 września 2023 roku strzelił swojego pierwszego gola w Lidze Mistrzów w zremisowanym 2:2 meczu z Kopenhagą.
Bayern Monachium
28 stycznia 2024 roku Boey przeszedł do Bayernu Monachium, podpisując kontrakt do 30 czerwca 2028 roku.  
3 lutego zadebiutował, wchodząc z ławki w wygranym 3:1 meczu z Borussią Mönchengladbach. W kolejnych tygodniach doznał kontuzji mięśnia dwugłowego uda, a następnie zerwania mięśnia, przez co opuścił resztę sezonu. W pierwszym meczu sezonu 2024/25 Bundesligi zanotował asystę przy golu Jamala Musiali.

## Kariera reprezentacyjna
Boey urodził się we Francji, ale ma kameruńskie pochodzenie i był uprawniony do gry dla obu reprezentacji. Występował w młodzieżowych drużynach Francji U-17, U-18 i U-20.
Był powoływany do wstępnych kadr Kamerunu na Puchar Narodów Afryki 2021 oraz barażowe mecze eliminacji Mistrzostw Świata 2022 przeciwko Algierii, jednak ostatecznie nie znalazł się w finalnym składzie.  
31 maja 2023 roku Boey został powołany do reprezentacji Francji U-21 na Mistrzostwa Europy U-21. 14 czerwca 2023 roku został jednak wycofany ze składu z powodu kontuzji kostki i opuścił turniej.

## Statystyki

### Klubowe
(aktualne na 16 lutego 2025)
| Klub               | Sezon              | Liga               | Liga  | Liga   | Puchar kraju | Puchar kraju | Puchar ligi | Puchar ligi | Europa | Europa | Inne  | Inne   | Ogólnie | Ogólnie |
| Klub               | Sezon              | Liga               | Mecze | Bramki | Mecze        | Bramki       | Mecze       | Bramki      | Mecze  | Bramki | Mecze | Bramki | Mecze   | Bramki  |
| ------------------ | ------------------ | ------------------ | ----- | ------ | ------------ | ------------ | ----------- | ----------- | ------ | ------ | ----- | ------ | ------- | ------- |
| Rennes             | 2018–19            | Ligue 1            | 1     | 0      | 0            | 0            | 0           | 0           | –      | –      | —     | —      | 1       | 0       |
| Rennes             | 2019–20            | Ligue 1            | 5     | 0      | 0            | 0            | 1           | 0           | 2      | 0      | 1     | 0      | 9       | 0       |
| Rennes             | 2020–21            | Ligue 1            | 2     | 0      | 0            | 0            | –           | –           | 0      | 0      | —     | —      | 2       | 0       |
| Rennes             | Ogólnie            | Ogólnie            | 8     | 0      | 0            | 0            | 1           | 0           | 2      | 0      | 1     | 0      | 12      | 0       |
| Dijon (wyp.)       | 2020–21            | Ligue 1            | 24    | 0      | 0            | 0            | –           | –           | –      | –      | —     | —      | 24      | 0       |
| Galatasaray        | 2021–22            | Süper Lig          | 13    | 0      | 0            | 0            | –           | –           | 6      | 1      | —     | —      | 19      | 1       |
| Galatasaray        | 2022–23            | Süper Lig          | 31    | 1      | 2            | 0            | –           | –           | –      | –      | —     | —      | 33      | 1       |
| Galatasaray        | 2023–24            | Süper Lig          | 19    | 1      | 0            | 0            | –           | –           | 12     | 1      | 0     | 0      | 31      | 2       |
| Galatasaray        | Ogólnie            | Ogólnie            | 63    | 2      | 2            | 0            | –           | –           | 18     | 2      | 0     | 0      | 83      | 4       |
| Bayern Monachium   | 2023–24            | Bundesliga         | 2     | 0      | –            | –            | –           | –           | 0      | 0      | –     | –      | 2       | 0       |
| Bayern Monachium   | 2024–25            | Bundesliga         | 8     | 0      | 1            | 0            | –           | –           | 2      | 0      | –     | –      | 11      | 0       |
| Bayern Monachium   | Ogólnie            | Ogólnie            | 10    | 0      | 1            | 0            | –           | –           | 2      | 0      | 0     | 0      | 13      | 0       |
| Ogólnie w karierze | Ogólnie w karierze | Ogólnie w karierze | 105   | 2      | 3            | 0            | 1           | 0           | 22     | 2      | 1     | 0      | 132     | 4       |

## Sukcesy

### Stade Rennais FC
- Puchar Francji: 2018/2019

### Galatasaray
- Mistrz Turcji: 2022/2023[19]

### Bayern Monachium
- Mistrzostwo Niemiec: 2024/2025
- Superpuchar Niemiec: 2025[20]